# Лисий Ігор Ілліч
Ігор Ілліч Лисий (рос. Игорь Ильич Лысый; 1 січня 1987, Свердловськ) – російський шахіст, гросмейстер від 2007 року.

## Шахова кар'єра
Неодноразово брав участь у фіналах чемпіонату Росії серед юніорів у різних вікових категоріях, був також представникem країни на чемпіонаті світу серед юнаків до 16 років (Каллітея 2003, 8-ме  місце), а також на олімпіаді серед юнаків до 16 років (Денізлі 2003, срібна медаль в особистому заліку на 5-й шахівниці).
У 2002 році посів 2-ге місце (позаду Сергія Вокарьова) на турнірі за круговою системою Нижньому Тігілі, 2004 року поділив 1-ше місце (разом з Ігорем Курносовим i Євгеном Свєшніковим) на турнірі за швейцарською системою в Челябінську, а також переміг на щорічному турнірі, що відбувся в Нижньому Тагілі. 2005 року здобув звання чемпіона Росії серед студентів. 2006 року виконав три норми на звання гросмейстера, на турнірах у Нижньому Тагалі (поділив 1-ше місце разом з Романом Овечкіним), Томську i Саратові (поділив 2-ге місце позаду Бориса Савченка, разом із, зокрема, Дмитром Свєтушкіним, Михайлом Олексієнком, Павлом Смірновим i Арманом Пашикяном). У 2007 році переміг на турнірі Молодих майстрів у Генгело, 2008 року здобув у Новокузнецьку звання віце-чемпіона світу серед студентів, крім того 2009 року поділив 1-ше місце (разом із, зокрема, Сергієм Волковим, Дмитром Бочаровим, Денисом Хісматулліним i Дмитром Кокарєвим) у Воронежі. На межі 2009 i 2010 років був ще один успіх, поділ 1-го місця (разом з Едуардасом Розенталісом, Радославом Войташеком, Павлом Панкратовим i Люком Макшейном) на традиційному турнірі Кубок Рілтона у Стокгольмі. 2012 року одноосібно переміг на турнірі Moscow Open у Москві. У 2014 році посів 9-те місце на чемпіонаті Європи, який відбувся в Єревані. 2014 року досягнув найбільшого успіху у кар'єрі, здобувши у Казані золоту медаль чемпіонат Росії.
Найвищий рейтинг Ело дотепер мав станом на 1 січня 2015 року, досягнувши 2700 пунктів, посідав тоді 45-те місце в світовій класифікації ФІДЕ, водночас посідав 12-те місце серед російських шахістів.

## Зміни рейтингу
| На цьому місці має відображатися графік чи діаграма, однак з технічних причин його відображення наразі вимкнено. Будь ласка, не видаляйте код, який викликає це повідомлення. Розробники вже працюють для того, щоби відновити штатне функціонування цього графіка або діаграми. | |
| | На цьому місці має відображатися графік чи діаграма, однак з технічних причин його відображення наразі вимкнено. Будь ласка, не видаляйте код, який викликає це повідомлення. Розробники вже працюють для того, щоби відновити штатне функціонування цього графіка або діаграми. |